# Marc-Andrea Hüsler
Marc-Andrea Hüsler (n. 24 iunie 1996, Zürich, cantonul Zürich, Elveția) este un jucător de tenis elvețian.
Cea mai bună clasare a sa la simplu este locul 47 mondial, la 13 februarie 2023, iar la dublu, locul 132 mondial, la 25 octombrie 2021.
În prezent este jucătorul elvețian numărul 2.